# Mir Geribert
Mir Geribert (? - Tortosa, Baix Ebre, 1060) fou un noble català, autoanomenat príncep d'Olèrdola, que es convertí en el cap de la revolta d'una part de la noblesa catalana contra el comte de Barcelona Ramon Berenguer I, en no acceptar el règim de franqueses, que aquests havien concedit als camperols.

## Biografia
Fill del vescomte Geribert de Barcelona i d'Ermengarda de Barcelona, era net del comte Borrell II per línia materna.
Casat cap al 1015 en primeres núpcies amb Dispòsia de Santmartí (? - 1030), qui era filla d'Adelaida i del vicarius Guillem de Santmartí, i neta de Galí de Santmartí amb la qual tingué dos fills: Bernat, clergue i Geribert.
Quan va enviudar, el seu cosí Guislabert I de Barcelona va influir perquè es tornés a casar amb Guisla de Besora, filla de Gombau de Besora, amb qui tingué tres fills: Gombau, Arnau de Santmartí i Ramon Mir de Santmartí.

## Propietats
Per vincles familiars Mir Geribert posseïa a l'àrea de frontera els castells de Subirats i el de la Vit, heretats dels seus pares cap a 1030, el castell de Ribes, que va concedir-li el seu cosí el bisbe Guislabert I de Barcelona, i el castell de Sant Martí Sarroca adquirit per enllaç matrimonial i que va reforçar com a fortificació militar. També posseïa castells com el del castell del Port i la fortalesa de l'antiga ciutat d'Olèrdola.
El seu sogre Gombau de Besora, morí vers el 1050 i traspassà el Castell de Montbui a la seva filla Guisla, segona esposa de Mir. La posició de rebel·lia de Mir Geribert provocà que Ramon Berenguer I s'oposés a aquest traspàs de domini, fins que l'any 1059 Mir Geribert i el comte pactaren la pau i aquest li concedí en alou les terres que, més tard, formarien la Baronia de Montbui. El Castell de Montbui continuà en poder dels Santmartí, descendents de Mir Geribert, fins als volts del 1170.

## Enfrontaments amb el comte de Barcelona

### Antecedents
Arran del descrèdit del poder comtal durant el cogovern de Berenguer Ramon I (1017-1035) i Ermessenda de Carcassona (1017-1057), especialment al Penedès, àrea de frontera amb l'islam, els nobles, prescindint totalment de la potestas del comte, prengueren ells mateixos el control de les fortaleses de les quals disposaven per alienar-les o infeudar-les com si fossin de la seva propietat, això és, sense la supervisió de la cúria comtal.

### Enfrontaments amb Ramon Berenguer I
A Berenguer Ramon I el succeí el seu fill Ramon Berenguer I, si bé en ser menor d'edat, fou tutelat per la seva àvia Ermessenda. La feblesa fruit dels conflictes entre àvia i net foren aprofitats pels aristòcrates, antics veguers esdevinguts senyors.
Al Penedès destacà Mir Geribert, amb influències a Barcelona com a cosí del vescomte Udalard II (1041-1077) i del bisbe Guislabert I de Barcelona (1034-1066), en un moment en què, pel seu domini del Castell Vell, a prop de l'antic aqüeducte, i del Castell Bisbal, la família vescomtal controlava dues de les quatre torres del recinte emmurallat, a més del Castell del Port, a Montjuïc, des d'on es dominà tota la ciutat i la badia.
En aquells moments els nobles del Penedès -els Cervelló, els Mediona, els Santmartí entre altres-, aplegats al voltant del seu líder Mir Geribert, són contraris al poder comtal perquè aquest manté la pau amb l'islam, la qual cosa, si pot resultar beneficiosa per als comerciants barcelonins i per al comte, per les paria o tributs dels reis taifes musulmans, és completament ruïnosa per als aristòcrates, que només poden accedir a l'or àrab mitjançant la guerra i el botí.
Els barons penedesencs tampoc no acceptaren que el comte de Barcelona atorgués privilegis de franquesa, o sigui, de garantia, de llibertat i de seguretat de béns a les comunitats pageses, perquè això limitava la possibilitat d'imposar el ban senyorial als camperols. Per aquesta raó, abolint pel seu compte les franqueses, i concedint, en acte de sobirania, als seus castlans el dret d'imposar tributs als homes lliures de la castellania, Mir Geribert afirmava la seva condició de cabdill dels nobles feudals.
Essent el més poderós dels barons del Penedès, cap al 1035, quan la mort i el testament de Berenguer Ramon I acabà d'esfondrar el poder comtal, per marcar la seva autoritat, Mir Geribert es donà el títol de príncep d'Olèrdola i, el 1041, entrà en conflicte amb Ramon Berenguer I.

## Relació amb el poder eclesiàstic
Mir Geribert tingué una relació estranya amb alguns monestirs que intervingueren en les seves activitats. Sant Cugat, Santa Cecília de Montserrat i Sant Benet de Bages varen ser víctimes d'usurpació de les seves propietats que, més tard li foren restituïdes; Sant Sebastià dels Gorgs fou fundada per Mir; va donar béns del castell de Berà al monestir de Cluny per fundar un monestir guerrer, però l'abadia borgonyona no acceptà aquesta proposta.

## Relació amb els sarraïns
Va mantenir unes bones relacions amb els sarraïns de Tortosa, i va aconseguir obrir el pas pel Camp de Tarragona, establint un cert comerç amb la Hispània musulmana. Sembla que també els atià a no pagar les paries al comte. Aquestes relacions es redueixen amb la intervenció de l'abat Oliba de Vic amb una sentència arbitral el 1044, i les morts de Gombau de Besora (1050) i d'Ermessenda (1058).

## Mort
Fetes les paus amb el comte de Barcelona Ramon Berenguer I, participà en una expedició al seu servei contra el castell de Móra, on fou capturat i mort el 29 d'octubre de 1060, junt amb el seu fill Bernat, a mans dels seus antics aliats de Tortosa.
El seu testament repartí els seus béns entre els fills del seu segon matrimoni amb Guisla.